# Renato Medeiros
Renato Clímaco Borralho de Medeiros (Pará), 30 de março de 1912 — 8 de novembro de 1986) foi um médico e político brasileiro.
Filho de Raimundo Nonato de Medeiros e de Ana Augusto Borralho de Medeiros. Casou com Lígia Barreto de Medeiros. Formado em medicina em 1938 pela Faculdade de Medicina de Belém.
Em 1962 foi eleito deputado federal por Rondônia. Assumiu o mandato em fevereiro do ano seguinte, sendo cassado em 13 de junho de 1964, com base no Ato Institucional Número Um.